# 규젤 마뉴로바
규젤 타기로브나 마뉴로바(러시아어: Гюзе́ль Таги́ровна Маню́рова, 카자흐어: Гүзәл Тагирқызы Манюрова 구잴 타기르크즈 마뉴로바, 1978년 1월 24일~)는 러시아와 카자흐스탄의 전직 레슬링 선수이다. 러시아 국가대표 선수로서 2004년 하계 올림픽에서 여자 헤비급 은메달을 획득했다. 2010년에 카자흐스탄으로 귀화했으며 2012년 하계 올림픽에서 여자 헤비급 동메달, 2016년 하계 올림픽에서 여자 헤비급 은메달을 획득했다.